# Agneta Matthes
Agneta Wilhelmina Johanna van Marken-Matthes, née le 4 octobre 1847 et morte le 5 octobre 1909, est une entrepreneuse néerlandaise. Elle et son mari Jacques van Marken (nl) participent à la fabrication de levure tout au long de leur vie et s'engagent dans le mouvement coopératif. Matthes et Van Marken créent des logements pour les employés, à Delft en Hollande-Méridionale, qui portent son nom, Agnetapark (nl). Ceux-ci sont considérés comme un modèle pour le développement coopératif et la construction de cités-jardins (communautés autonomes) pour les travailleurs. Matthes fonde et dirige une usine de parfums de Delft, la Maison Neuve, pour tirer parti d'un sous-produit de la levurerie. 

## Biographie

### Famille et enfance
Agneta Wilhelmina Johanna Matthes naît le 4 octobre 1847 à Amsterdam aux Pays-Bas. Son père est Jan Willem Frederik Matthes, un agent d'assurance. Elle et sa sœur, Sara Elizabeth Marken-Matthes (1849-1902), grandissent dans la haute bourgeoisie. Elle reçoit un enseignement privé et passe les années 1862 à 1864 à Utrecht dans un internat. À son retour à Amsterdam, elle étudie le piano et la danse, et suit des cours d'art et d'instruction religieuse. La sœur de Matthes, Sara Elizabeth, qui est affectueusement connue sous le surnom de Nora, épouse, en 1876, le politicien Arnold Kerdijk (1846-1907), fondateur de la Ligue démocratique libre (en). Il est membre de la Seconde Chambre des États généraux des Pays-Bas, entre 1877 et 1901. Sara Elizabeth et Arnold vivent au Spoorsingel à Delft et ont quatre enfants. Agneta entretient une relation étroite avec eux, Nora a donné à sa fille aînée le prénom de sa sœur Agneta.

### Mariage

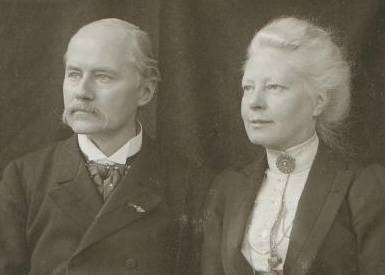
Charles Abraas, Agneta et son mari, photographie, 1890.

En 1865, Agneta rencontre Jacob Cornelis van Marken, dit Jacques, qui étudie la technologie et la sociologie à l'école polytechnique de Delft, future université de technologie de Delft. Pendant ses études, il effectue un voyage d'étude en Autriche et en Hongrie et découvre une nouvelle méthode de production de levure, qui le fascine. Plus tard, lorsqu'il entend un boulanger de Delft se plaindre de la qualité variable et de la mauvaise disponibilité de la levure aux Pays-Bas, il se souvient de la méthode qu'il avait apprise pendant son voyage et décide de produire une levure de boulangerie industrielle de qualité élevée et constante.
Le 7 octobre 1869, le couple se marie juste avant l'ouverture de la première usine de levure aux Pays-Bas, la Nederlandsche Gist & Spiritusfabriek NV. L'usine fait maintenant partie de la multinationale chimique Koninklijke DSM. Jacques van Marken est considéré comme l'un des pionniers néerlandais dans le développement de la production alimentaire industrielle en raison de son concept de production en usine.
Leur mariage est enregistré au registre de la population de Delft, le 10 novembre 1869. Leur premier domicile est un modeste appartement en bordure d'un canal, mais ils déménagent souvent par la suite. En 2012, toutes leurs maisons sont encore debout et toutes sont classées comme bâtiments historiques. Leur dernière demeure, dans laquelle ils ont emménagé le 3 juin 1885, est une villa à Agnetapark, Delft. Lorsque Matthes apprend que leur mariage serait sans enfant, elle décide de consacrer sa vie à l'entreprise et à la carrière de son mari, et elle participe à l'opération de création et de gestion. Elle accompagne son mari à l'usine tous les jours, ayant son propre bureau. Elle continue également à suivre des cours particuliers. Outre les activités administratives, ils s'intéressent principalement aux questions de politique du personnel. Matthes et Van Marken entretiennent des contacts étroits avec les employés de l'usine et leurs familles, ce qui fait appel au sens de la communauté du couple ; ils veulent faire partie « d'un ensemble plus vaste ». Agneta Matthes partage la croyance de son mari dans le progrès, et tous deux encouragent le développement personnel de leurs employés.

### Infidélité du mari et enfants

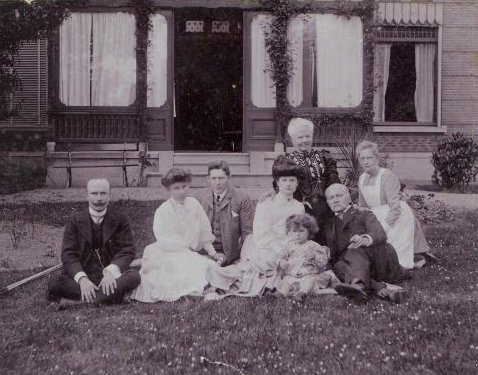
Le couple Van Marken 1904, avec la famille élargie comprenant les enfants illégitimes de Jacques van Marken. De gauche à droite : Jacob Cornelis Eringaard (fils), Clara Eringaard (fille) avec son mari, EJW Johanknegt (épouse de Cornelis), Erry Anna Eringaard (fille), Agneta van Marken-Matthes, Jacques van Marken et une nourrice inconnue.

En 1886, alors que Jacques van Marken se trouve en France, dans une station thermale, Agneta Matthes trouve une lettre de Maria Eringaard demandant la pension alimentaire qu'il doit pour leurs enfants. Matthes découvre alors que son mari a entamé une relation avec Eringaard, en 1871, alors qu'elle avait 15 ans, et qu'il a eu quatre enfants d'elle. Matthes résout discrètement les problèmes financiers. Elle ne dit pas à Van Marken qu'elle est au courant de la liaison, avant 1889, date à laquelle Eringaard meurt de la tuberculose, ainsi que deux de ses enfants. 
Van Marken et Matthes s'occupent des trois enfants survivants, Cornelis, Clara, tous deux adolescents, et Anna, une jeune enfant. Officiellement, ce sont des enfants placés, mais c'est un secret de polichinelle (officiellement secret mais largement connu) dans la société néerlandaise que Van Marken est leur père. Avec le consentement de Matthes, Van Marken a prévu de les adopter, mais son père religieux met son veto à l'adoption. Jacob Cornelis Eringaard, le fils illégitime aîné de Van Marken, dirige plus tard la Gist & Spiritusfabriek et poursuit les intérêts sociaux de son père et de sa femme. La fille cadette, Erry Anna Eringaard, se marie, en 1932, au diplomate et éditeur Daniel Johannes von Balluseck (1895-1976).

## Activités

### Situation juridique et sources d'information

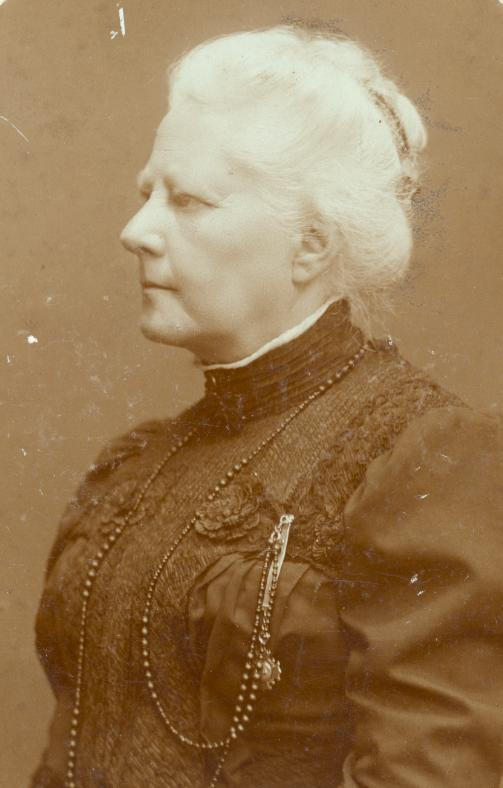
Agneta Matthes (1900).

Parce que légalement, les femmes mariées devaient avoir l'approbation de leur mari pour faire des affaires, Agneta Matthes agit « pour et au nom » de son mari. C'est également pour cette raison qu'il existe de nombreux documents sur les activités commerciales et la carrière de Jacques van Marken, alors que seules quelques sources mentionnent les activités d'Agneta Matthes. Il est donc difficile de savoir dans quelle mesure Agneta est à l'origine des idées. Elle a sans aucun doute le contrôle opérationnel de la fabrique de parfums, Maison Neuve. Elle entreprend une analyse empirique des besoins en logement de 48 familles de travailleurs, équipe Agnetapark de manière significative et exerce une influence, au moins pendant les premières années, sur la gestion des autres entreprises de son mari, notamment en matière de personnel.

### Entreprises

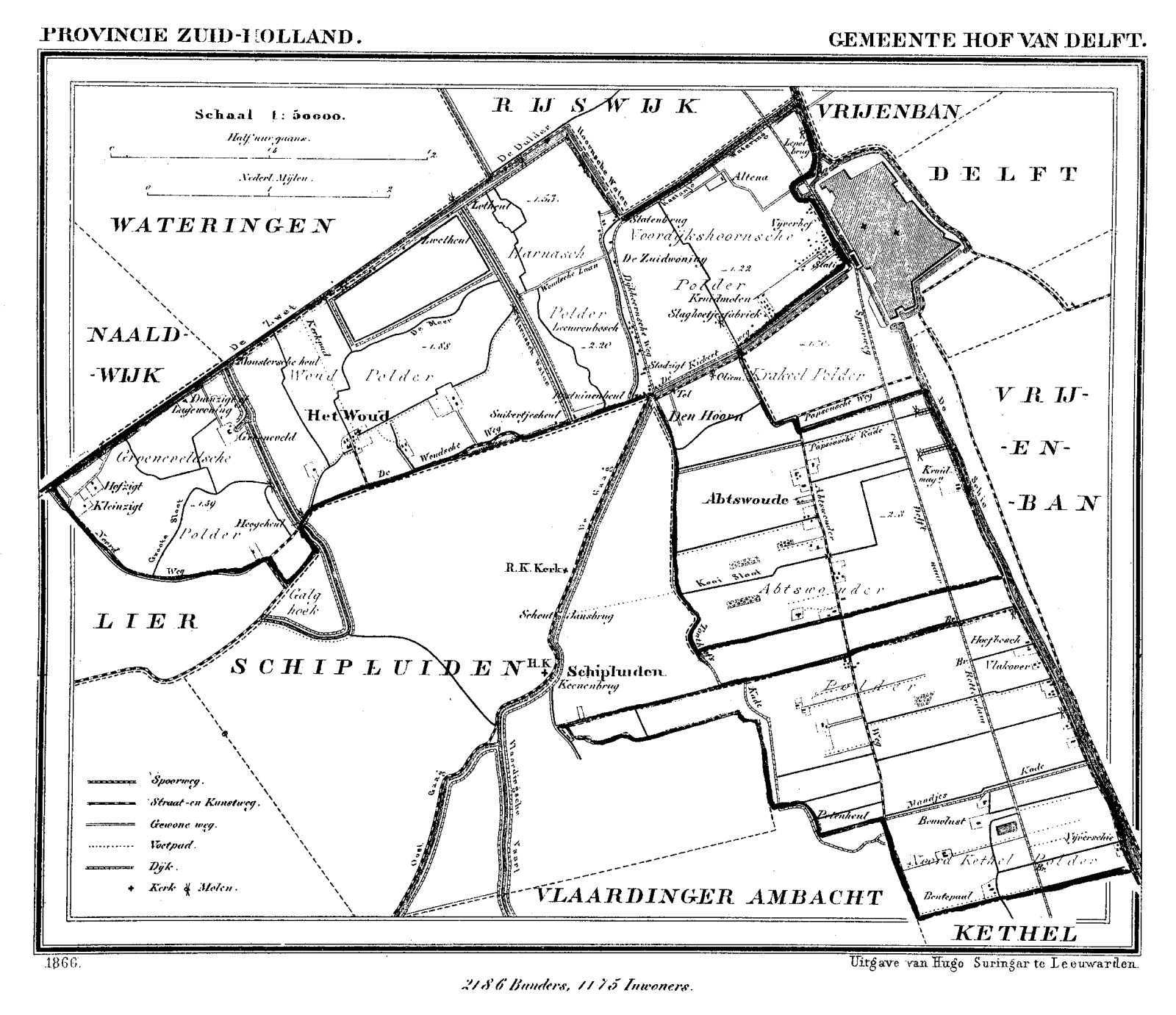
Hof van Delft, désormais intégré à Delft.

Matthes et Van Marken, qualifié d'ingénieur providentiel par ses contemporains, mettent au point un système de primes pour les ouvriers de la Nederlandsche Gist & Spiritusfabriek NV (1869), en vertu duquel tous les employés peuvent recevoir des primes de deux à vingt pour cent de leur salaire en plus de leur salaire de base « pour bon travail et zèle ». L'entreprise verse jusqu'à dix pour cent de ses bénéfices sous forme de dividendes à ses employés. En 1880, l'ingénieur Gerhard Knuttel, un petit-neveu de Van Marken, créé un Concerns van het Personeel (gestion des ressources humaines), la première institution de ce type, aux Pays-Bas. En raison des problèmes de santé de Van Marken, François Gerard Waller, son neveu, se voit confier la direction de l'usine en 1886.

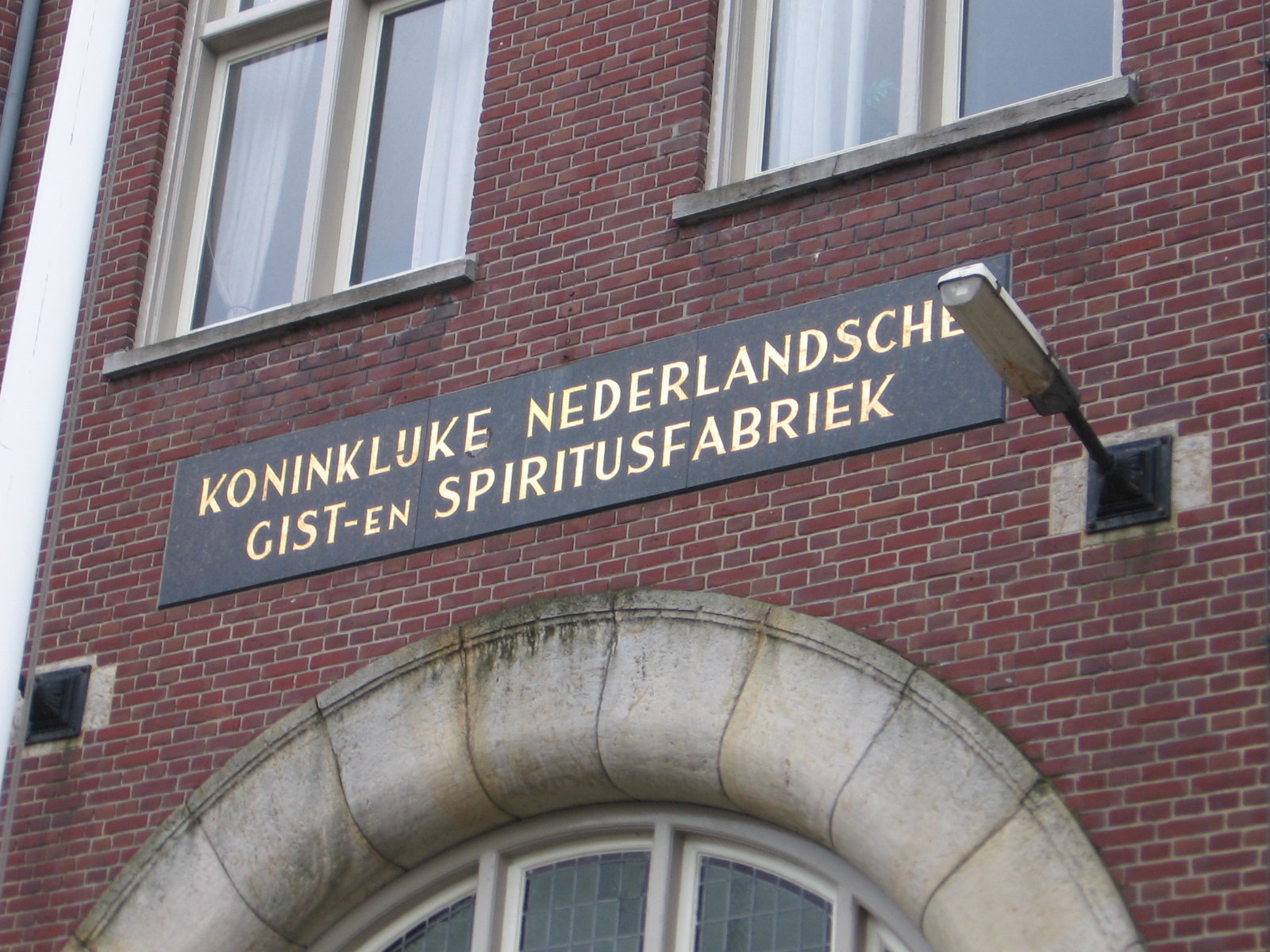
Façade de l'entreprise Nederlandsche Gist-Spiritusfabriek & NV.

En 1873, Agneta Matthes fonde sa propre entreprise, l'usine de parfums de Delft, Maison Neuve, où son mari exerce pro forma en tant que propriétaire en raison de problèmes juridiques. L'usine utilise l'éthanol, sous-produit de la production de levure de Gist & Spiritusfabriek.
Les années suivantes, Agneta se concentre sur la fabrique de parfums et collabore avec le fabricant de porcelaine de Delft, De Koninklijke Porceleyne Fles, qui crée des flacons de parfum pour ses produits. Elle participe à des expositions internationales, où sa marque de parfums, PMN (Parfumerie Maison Neuve), remporte plusieurs prix et fait connaître son entreprise. Elle remporte la médaille de bronze de l'exposition universelle de Paris de 1878. En Australie, ses parfums remportent le premier prix de la foire internationale de la parfumerie. Elle vend l'entreprise, en 1886, avec des bénéfices.

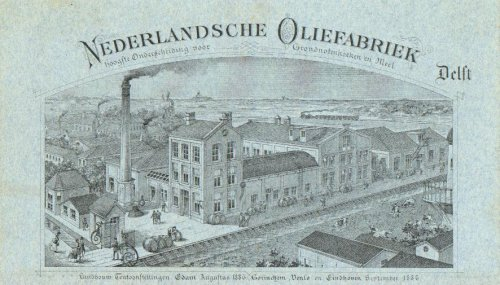
L'usine Nederlandsche Oliefabriek NV.

En 1883, le couple s'intéresse à la margarine, une jeune industrie aux Pays-Bas à l'époque. Avec des capitaux privés et un legs de la mère de Matthes, ils fondent la Nederlandsche Oliefabriek NV, et construisent une usine à côté de la fabrique de levure.
En 1885, ils reprennent la société Delftse Lijm & Gelatinefabriek NV. Jacques van Marken en est officiellement l'unique gérant. Afin de gérer une coopérative d'achat à Agnetapark, ils fondent, en 1873 la Coopérative Winkelvereeniging. En 1892, ils fondent également une imprimerie, qui appartient aujourd'hui à la Koninklijke Drukkerij GJ Thieme. Dans toutes ces entreprises, Matthes joue un rôle déterminant dans la prise de décision, la planification et l'organisation. Le couple mène la même politique du personnel que dans la Gist & Spiritusfabriek. En 1878, ils créent le premier comité d'entreprise des Pays-Bas, appelé de Kern (en français : le noyau). À l'apogée de leur succès, en 1885, lorsqu'elles emploient environ 1 250 personnes, leurs entreprises sont collectivement connues sous le nom de Delftsche Nijverheid (industrie de Delft).

## Journal d'entreprise
Le 24 juin 1882, le premier numéro d'un journal interne de l'usine, appelé Fabrieksbode (en français : messager de l'usine), est publié. C'est le premier magazine de ce type au monde.
Agneta aide son mari pour d'autres publications, comme son livre de 1881 en français, La question ouvrière à la fabrique néerlandaise de levure et d'alcool. Essai de solution pratique et un autre en 1894, L'Organisation sociale dans l'industrie, qui a été imprimé en deux éditions et traduit en anglais et en allemand. L'étendue de la participation de Matthes n'est pas connue, mais elle est certainement chargée des traductions.

## Bien-être social

### Agnetapark

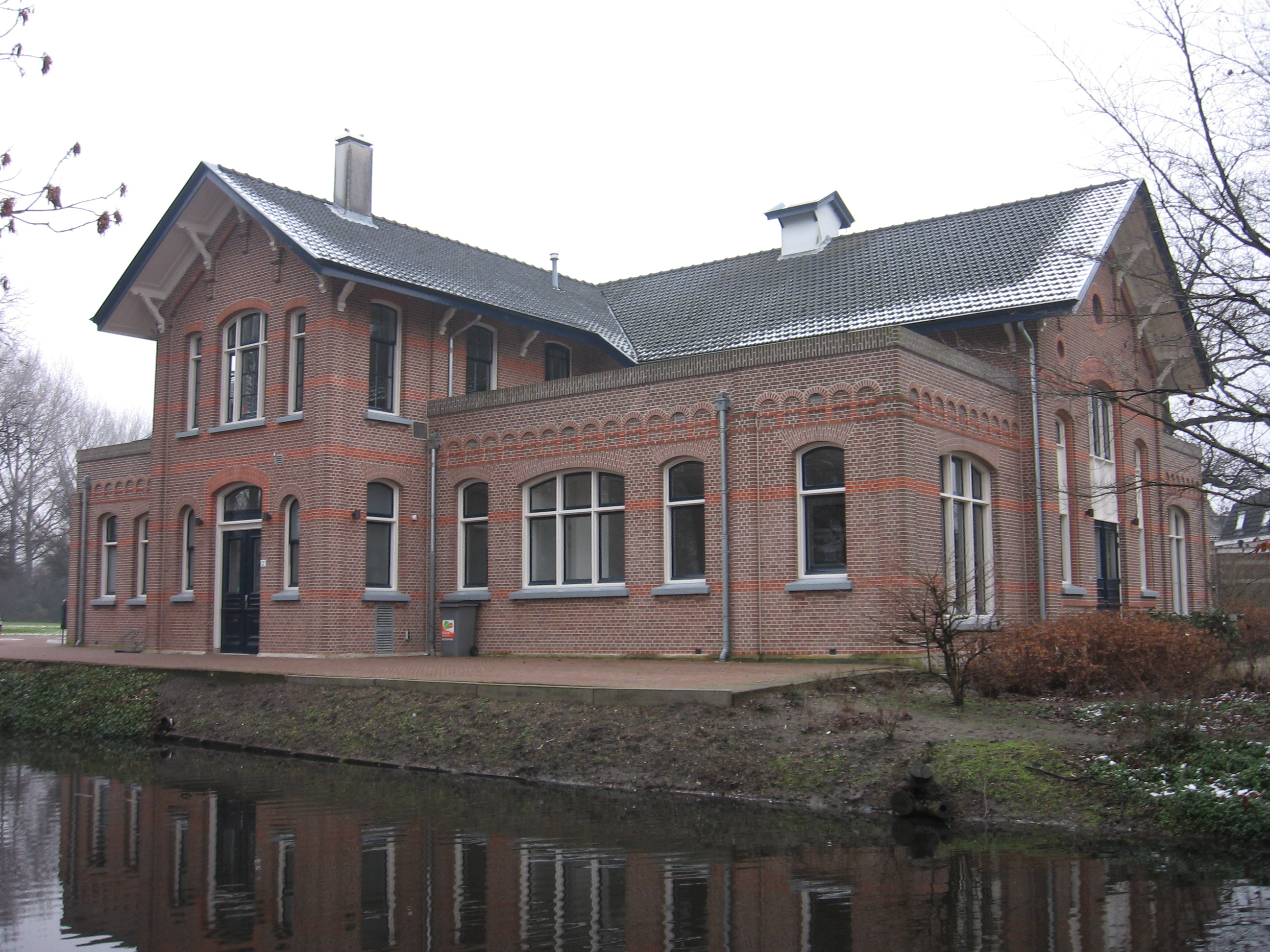
Bâtiment d'Agnetapark.

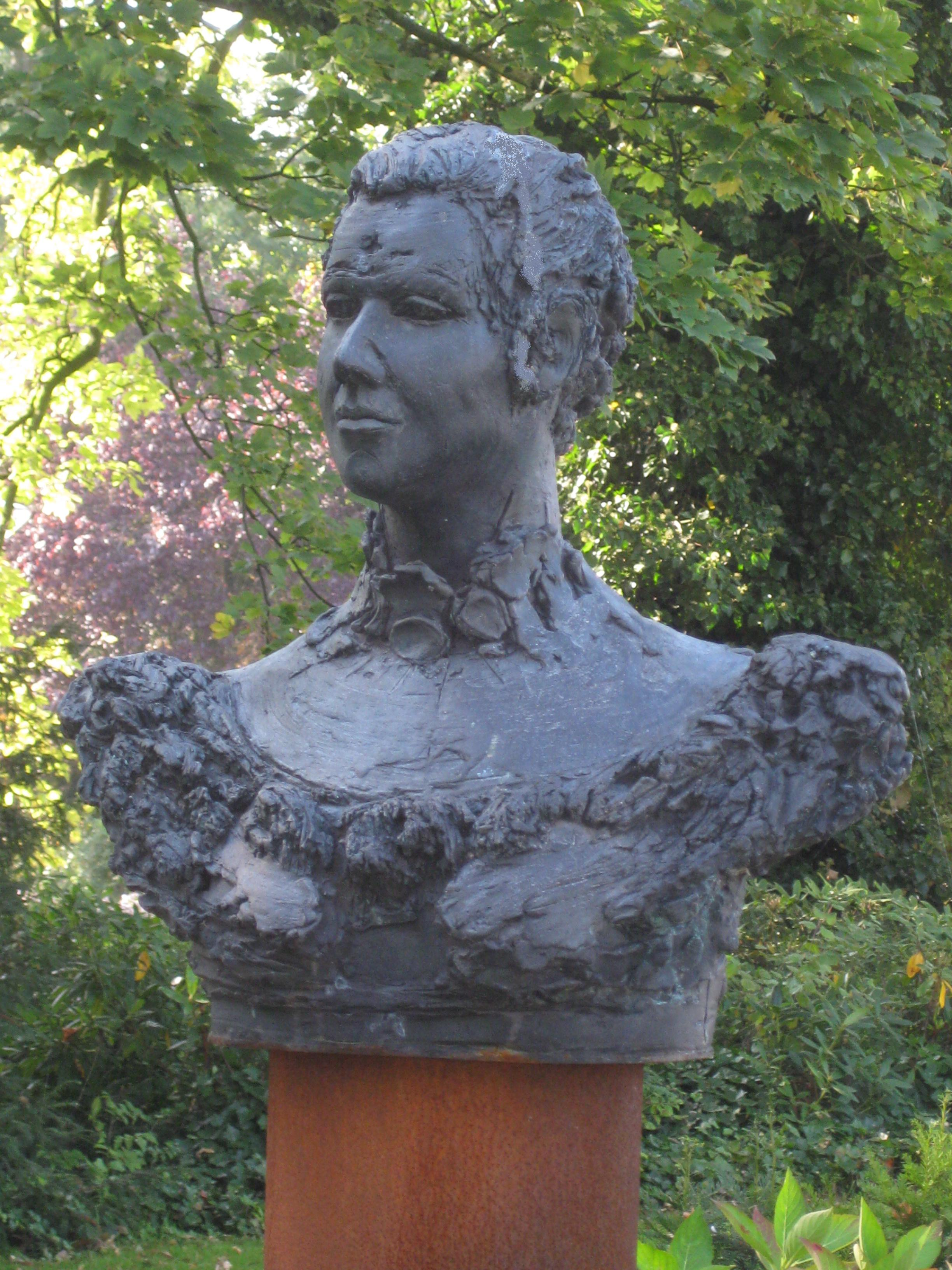
Buste d'Agneta dans Agnetapark.

En 1881, le couple commence à travailler à la construction d'un quartier d'habitation pour ses ouvriers, selon les principes du mouvement de la cité-jardin. Avec le soutien financier de la mère de Matthes, ils achètent un terrain de 4 hectares pour 16 000 florins à Hof van Delft, alors un village rural et peu peuplé situé bien en dehors des limites de la ville de Delft. De 1882 à 1884, la zone est aménagée dans le style d'un jardin paysager anglais, traversé par des ruisseaux, selon les plans de l'architecte paysagiste Louis Paul Zocher, fils de Jan David Zocher. Eugene Cowl, un architecte, conçoit 48 maisons en rangée, d'autres bâtiments et une villa pour Matthes et Van Marken. L'ensemble est baptisé Agnetapark (en), du nom de sa fondatrice. Le parc résidentiel comprend des appartements individuels à plusieurs étages avec des entrées privées, des salles de bains privées et des jardins privés. Matthes et Van Marken créent une société pour le développement de l'implantation et ils donnent le parc à leurs travailleurs, en 1870, sous forme de coopérative, afin d'éviter la spéculation.
Au grand étonnement des fondateurs, les employés n'en sont pas aussi heureux que prévu. La région est éloignée des infrastructures urbaines et manque de bons moyens de transport. Ces inconvénients sont compensés par une amélioration des installations communautaires dans trois bâtiments : De Gemeenschap (la communauté), une grande maison avec un jardin d'enfants et une école primaire, qui sert de lieu de rassemblement et de salle à manger. Parmi les autres installations, citons un gymnase, un club de billard, de Tent (la tente), un pavillon de musique et d'événements, et une épicerie qui, plus tard, vend également des vêtements. Le parc dispose d'une aire de jeux, d'une piste de bowling, d'un stand de tir et d'un hangar à bateaux avec des bateaux à rames à louer. Un service de pompiers volontaires, une fanfare et des clubs de tir, de bowling et de cyclisme sont également créés.
Les employés, cependant, n'aiment pas vivre si près de leurs employeurs. Ils plaignent de la distance qui les sépare de la ville, des problèmes de transport et ils critiquent les loyers et les réserves qu'ils doivent faire. Cependant, après la mort de Matthes et de Van Marken, le parc s'est progressivement transformé en un quartier résidentiel recherché. En 1931, la villa Rust Roest, qui était vide depuis longtemps, est transformée en école. Elle est démolie en 1981. Depuis 1989, le parc est classé au patrimoine culturel.

### Citoyenneté d'entreprise
En 1871, Van Marken est nommé secrétaire de la Vereeniging van het Volksonderwijs bevordering dead (en français : Association pour l'avancement de l'éducation publique), après quoi Agneta Matthes visite régulièrement les écoles de charité et s'implique dans l'amélioration de leur situation.
Au cours de l'hiver 1879-1880, de longues périodes de froid extrême touchent les Pays-Bas. Le permafrost et des températures allant jusqu'à moins 16 degrés Celsius provoquent la détresse des citoyens de Delft. En réponse, Matthes fonde la Vereeniging voor Armenzorg (en français : Association pour l'aide aux pauvres), aidant sans tenir compte des croyances religieuses ou politiques. Elle incite son mari à lancer une Wintersnood-Commissie, dirigée par lui, son beau-frère Arnold Kerdijk et le futur PDG, Gerard Knuttel.
En 1880, le couple fonde un régime d'assurance maladie pour les boulangers. Cette assurance est également le premier pas vers des retraites plus réglementées. L'assurance en cas d'accident du travail est créée en 1884.

## Critiques
Van Marken était considéré comme un entrepreneur social et un pionnier de son temps en matière de questions sociales, mais il a été critiqué pour avoir agi pour ses travailleurs au lieu de les laisser participer. Bien qu'elle n'ait pas été explicitement mentionnée, Agneta Matthes a également fait l'objet de critiques. En 1906, le journaliste Frank van der Goes publie la nécrologie de Van Marken dans Het Volk, l'organe du mouvement ouvrier social-démocrate. Deux articles critiques sont intitulés Een levensleugen (en français : L'illusion d'une vie) et imputent des arrière-pensées aux engagements sociaux incontestables de Van Marken. Van der Goes écrit qu'en fournissant des soins à ses travailleurs, Van Marken a soudoyé leur loyauté et voulait exercer un contrôle social, tandis que son personnel était indûment dépendant de lui ; par exemple, ils avaient du mal à changer d'emploi une fois qu'ils avaient emménagé dans une maison à Agnetapark.
Malgré les déceptions concernant Agnetapark, il s'agissait d'un modèle important pour le développement et la construction en coopération de cités-jardins pour les travailleurs. Le parc est considéré comme le premier programme de logement social qui s'est soucié de fournir des conditions de vie hygiéniques dans un environnement vert pour une qualité de vie élevée.

### Note
- (en) Cet article est partiellement ou en totalité issu de l’article de Wikipédia en anglais intitulé « Agneta Matthes » (voir la liste des auteurs).